# Carl Löfgréen
Carl Löfgréen, död 1717, var en svensk borgmästare.

## Biografi
Carl Löfgréen var son till landsbokhållaren Ericus Simonius. Han blev 1707 häradshövding i
Bro och Vätö, Väddö och Frötuna och Länna skeppslag och Lyhundra, Långhundra, Seminghundra och Vallentuna härad i Uppland. Löfgréen var även borgmästare i Norrtälje stad. Han avled 1717.